# Moodswinger
 (mars 2010).
Le contenu est difficilement compréhensible vu les erreurs de traduction, qui sont peut-être dues à l'utilisation d'un logiciel de traduction automatique.

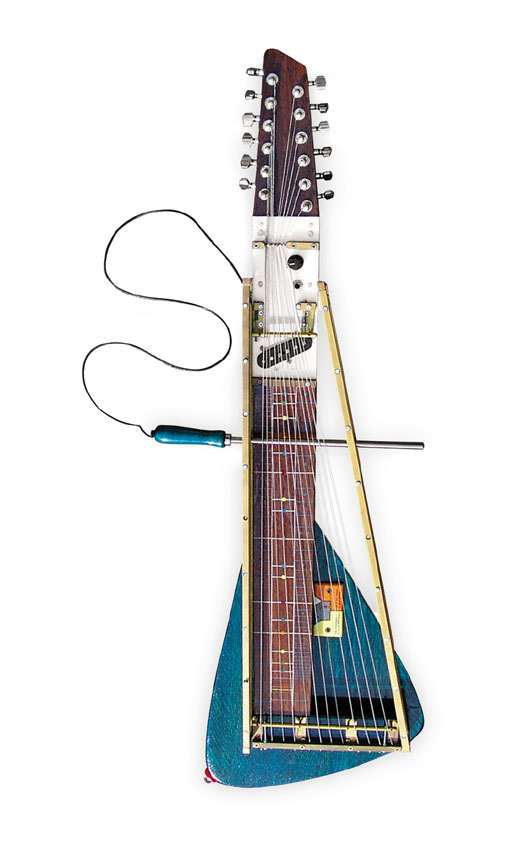
Le Moodswinger, une cithare électrique à 12 cordes fabriquée pour Aaron Hemphill des Liars

Attaque, résonance et la combinaison des deux

La Moodswinger est un instrument de musique fabriqué par Yuri Landman. Bien qu'il ressemble beaucoup à une guitare électrique, c'est en réalité une cithare électrique, car il n'a ni frettes ni véritable manche.
En mars 2006 Landman a pris contact avec le groupe Liars pour leur faire un instrument. Après six mois de travail, il a terminé deux copies de la Moodswinger – une cithare électrique à 12 cordes amplifiées et à trois ponts – une pour le batteur et guitariste Aaron Hemphill et une pour lui-même.
La collecte et l'électronique sont installés dans le manche au lieu du corps, contrairement aux guitares électriques habituelles.

## Fonctionnement
Le troisième pont divise les cordes en deux segments avec différents accordements. Selon où la corde est jouée, un deuxième son du genre harmonique de cloche se fait entendre. La corde résonne plus ou moins quand l'arrière est frappé, selon la position du troisième pont le long des cordes. Ceci peut être expliqué par la résonance acoustique et par les micro-intervalles acoustiques. Aux positions nodales des harmoniques, la corde résonne plus qu'à n'importe quel autre endroit. Par exemple, la division de la corde 1/3+2/3 crée un son clair, alors que 24/33+9/33 crée un son indistinct.

### Théorie supplémentaire
- Résonance
- Harmonique
- Formant
- Gamme naturelle
- Intervalle (musique)
- Intonation musicale

## L'accord et harmonique

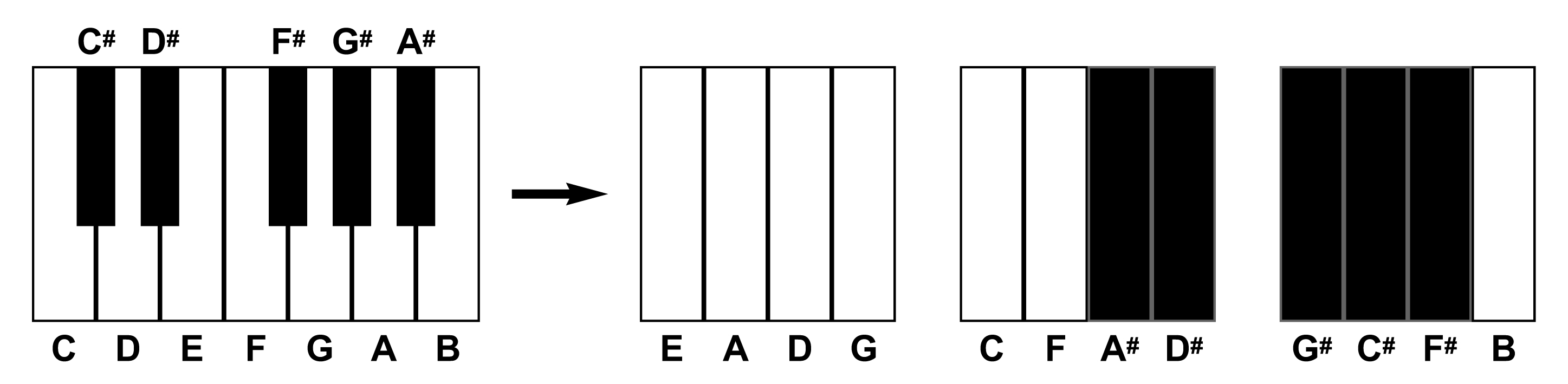
L'accord de la oMoodswinger

L'accordage de cet instrument est un cycle des quartes :
E-A-D-G-C-F-A#-D#-G#-C#-F#-B, disposé dans 3 batteries de 4 cordes chacune.

## Positions du troisième pont et harmoniques

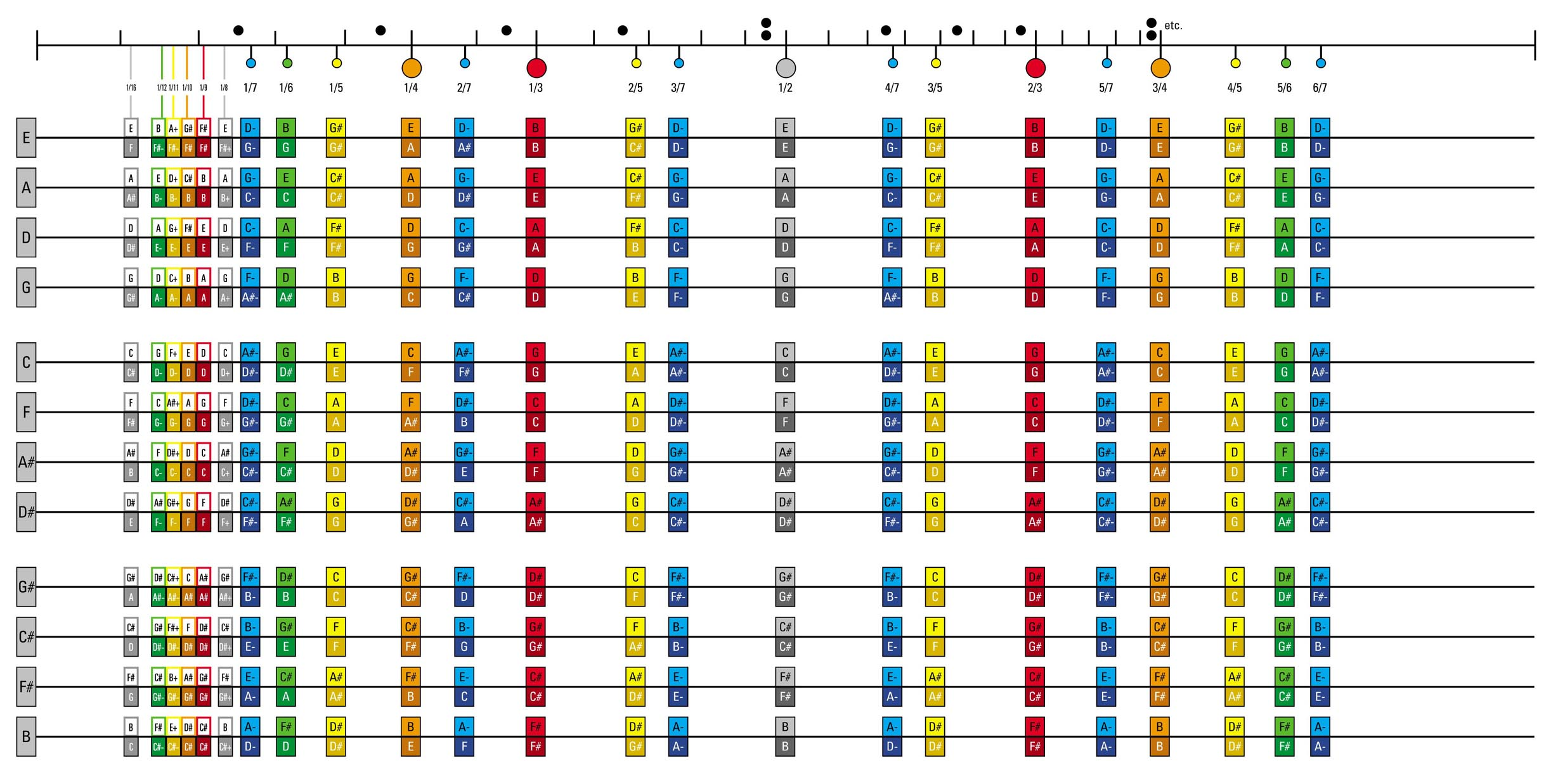
- Cliquer pour agrandir -

## Musique
- Liars - Leather Prowler (album Liars 2007, track 3)
- Avec-A - Akkemay, 2008[1]
- The Luyas - Canary Song (album Too beautiful to work 2011, track 5)

## Sources
1. ↑  MySpace.com - Avec A. - Amsterdam, NL - Indie / Expérimentale / Punk - www.myspace.com/aveca